# アレックス・ギブニー
アレックス・ギブニー（Alex Gibney、1953年10月23日 - ）は、アメリカ合衆国のドキュメンタリー映画監督・プロデューサー。
2005年の『エンロン 巨大企業はいかにして崩壊したのか?』で第78回アカデミー賞長編ドキュメンタリー映画賞の候補に挙がり、2年後の『「闇」へ』で第80回同賞の受賞を果たした。さらに2010年の『Client 9: The Rise and Fall of Eliot Spitzer』でも第83回同賞にノミネートされている。

## 来歴
父親は『太平洋の世紀』などで知られるジャーナリストで、ブリタニカ百科事典の日本語版編纂にも関わったフランク・ギブニー。イェール大学で学士号を取得後、カリフォルニア大学ロサンゼルス校大学院で映画を学ぶ。
1982年、自身の製作会社ジグソー・プロダクションズを設立。1992年にPBSで放送された父の著作のテレビシリーズ化『太平洋の世紀〜アメリカ人ジャーナリストが見たアジア〜』でニュース・ドキュメンタリー・エミー賞歴史番組賞を受賞。2003年に同じくPBSで放送されたマーティン・スコセッシが製作総指揮を務め、ヴィム・ヴェンダースやマイク・フィギスらが監督した音楽ドキュメンタリーシリーズ『THE BLUES Movie Project』ではシリーズ全体のプロデューサーを務めた。
ニューズウィーク、ロサンゼルス・タイムズ、ニュー・リパブリック、シカゴ・リーダー、サンフランシスコ・クロニクルなどに寄稿している。
2010年、『Utne Reader』誌の「25 Visionaries Who Are Changing Your World」に選ばれた。

## スタイル
多作で知られ、2005年から2010年の間に10本の監督作品を世に送り出した。映画評論家の町山智浩は「ギブニーはマイケル・ムーアのようにカメラの前に出てくることはないが、その作品には一貫するテーマがある。人間の心理の危うさだ」と評している。

## 訴訟
2008年6月19日、ギブニーの会社は『「闇」へ』を配給したシンクフィルムが同作の公開・宣伝を十分に行わなかったため損害を被ったとして、業界団体に仲裁を求めた。ギブニーによると映画は28万ドルしか稼ぐことができなかったという。

## 監督作品
- The Ruling Classroom (1980)
- Manufacturing Miracles (1988)
- The Fifties (1997) - テレビミニシリーズ
- AFI's 100 Years... 100 Movies: Love Crazy (1998)
- The Sexual Century: Sexual Explorers (1999)
- The Sexual Century: The Sexual Revolution (1999)
- Jimi Hendrix and the Blues (2001)
- エンロン 巨大企業はいかにして崩壊したのか? Enron: The Smartest Guys in the Room (2005)
- 3 Doors Down: Away from the Sun, Live from Houston, Texas (2005)
- Behind Those Eyes (2005)
- Time Piece (2006) - オムニバスの一篇 "Empire of the Pushcarts"
- The Human Behavior Experiments (2006)
- 「闇」へ Taxi to the Dark Side (2007)
- GONZO〜ならず者ジャーナリスト、ハンター・S・トンプソンのすべて〜 Gonzo: The Life and Work of Dr. Hunter S. Thompson (2008)
- カジノ・ジャック〜史上最悪のロビイスト〜 Casino Jack and the United States of Money (2010)
- My Trip to Al Qaeda (2010)
- ヤバい経済学 Freakonomics (2010) - オムニバスの一篇 "Pure Corruption"
- Client 9: The Rise and Fall of Eliot Spitzer (2010)
- Magic Trip: Ken Kesey's Search for a Kool Place (2011)
- Catching Hell (2011)
- The Last Gladiators (2011)
- 最大の過ち: 神のみもとの沈黙 Mea Maxima Culpa: Silence in the House of God (2012)
- パーク・アベニュー 格差社会アメリカ Park Avenue: Money, Power and the American Dream (2012)
- ストーリー・オブ・ウィキリークス〜正義と犯罪の狭間 We Steal Secrets: The Story of WikiLeaks (2013)
- ランス・アームストロング ツール・ド・フランス7冠の真実 The Armstrong Lie (2013)
- ファインディング・フェラ Finding Fela (2014)
- ミスター・ダイナマイト: ファンクの帝王ジェームス・ブラウン Mr. Dynamite: The Rise of James Brown (2014)
- ゴーイング・クリア: サイエントロジーと信仰という監禁 Going Clear: Scientology and the Prison of Belief (2015)
- スティーブ・ジョブズ 知られざる男の正体 Steve Jobs: The Man in the Machine (2015)
- Sinatra: All or Nothing at All (2015)
- 倒壊する巨塔－アルカイダと「9.11」への道: 製作総指揮および脚本 (2018, Huluオリジナルドラマシリーズ)